# Bougnounou
Bougnounou là một tổng thuộc tỉnh Ziro ở phía nam Burkina Faso. Thủ phủ là Bougnounou (thị xã). Dân số năm 2006 là 21.209 người.

## Các thị xã và làng xã
- Bougnounou 4439
- Bélinayou 107
- Bablanayou	74
- Zao	1187
- Tiamien	245
- Yalanayou	253
- Tempouré	1045
- Suné	595
- Sapo	1248
- Salo	1404
- Sala	2138
- Pebiou	652
- Nessaguerou	178
- Netiao	1170
- Laré	762
- Keulou	158
- Ginsenayou	205
- Guelou	650
- Dana	1760
- Bolo	1211[2]